# Santo Domingo Huereje
Santo Domingo Huereje är en ort i Mexiko, tillhörande kommunen Ixtlahuaca i den västra delen av delstaten Mexiko. Orten hade 485 invånare vid folkräkningen 2010.